# Liliana Nastase
Liliana Nastase, född den 1 augusti 1962, är en rumänsk före detta friidrottare som tävlade i mångkamp.
Nastases främsta merit är hennes silvermedalj i sjukamp vid VM 1991 i Tokyo. Hon deltog vid Olympiska sommarspelen 1992 och slutade där på en fjärde plats. Vid VM 1987 i Rom slutade hon femma.
Hon vann guld vid Inomhus-VM 1993 i femkamp och EM-guld inomhus 1992. 
Förutom i mångkamp tävlade hon på den korta häcken men tog sig vid ett världsmästerskap aldrig vidare från försöken.

## Personliga rekord
- Femkamp - 4 753 poäng
- Sjukamp - 6 619 poäng
- 100 meter häck - 12,86